# دان كارلسون
دان كارلسون (بالإنجليزية: Dan Carlson)‏ هو لاعب كرة قاعدة أمريكي، ولد في 26 يناير 1970 في بورتلاند في الولايات المتحدة.

## وصلات خارجية
- دان كارلسون على موقع الدوري الياباني لكرة القاعدة (الإنجليزية)
- دان كارلسون على موقعبيزبول رفرنس.كوم (الدوري الرئيسي) (الإنجليزية)
- دان كارلسون على موقعبيزبول رفرنس.كوم (الدوري الثانوي) (الإنجليزية)
- دان كارلسون على موقع مشجعي الرسوم البيانية (الإنجليزية)